# Жюв против Фантомаса
«Жюв против Фантомаса» (фр. Juve contre Fantômas) — французский немой художественный фильм, поставленный режиссёром Луи Фейадом по одноимённому роману Пьера Сувестра и Марселя Аллена. Второй из пяти фильмов о Фантомасе, снятых в 1913—1914 годах Луи Фейадом.

## Сюжет
В фильме Фантомас предстает в трёх обликах: доктора Шалека (та же маскировка, что и у незнакомца с бородой и в смокинге из первой серии «Фантомас»), вожака апашей Лупара, и в виде человека в чёрной маске (чёрный человек).
Инспектор Жюв лишь один раз меняет облик и предстаёт перед зрителем под видом покупателя особняка леди Бельтам.
Первая частьКатастрофа Симплон-Экспресса
Инспектор Жюв обнаруживает в доме доктора Шалека труп женщины с бумагами на имя леди Бельтам. Жюв и Фандор организуют слежку за Шалеком, который едет на таксомоторе, в машине меняя облик и превращаясь в вожака апашей Лупара. Жюв и Фандор преследуют Лупара и его сообщницу Жозефину. На вокзале Жозефина встречается со своим ухажёром, виноторговцем Мартьялем. В поезде Мартьяля и Фандора грабят сообщники Фантомаса. Бандиты отцепляют вагон, в котором едут Фандор и Мартьяль, те спрыгивают на насыпь, а вагон сталкивается со встречным Симплон-экспрессом. Ужасная катастрофа! Чтобы покончить с Жювом, Фантомас от имени Фандора назначает инспектору встречу в Берси, рядом с винными складами. Там же оказывается и Фандор. Вспыхивает перестрелка, а затем и пожар. Жюв и Фандор спасаются в пустой винной бочке…
Вторая частьВ «Крокодиле»
Жюв и Фандор следят за Жозефиной в ресторане «Крокодил»' на Монмартре. В роскошном зале звучит чардаш. Жюв и Фандор заставляют Жозефину выдать Фантомаса, и она сообщает, что человек, пирующий в компании двух прекрасных дам, на самом деле и есть загримированный Фантомас. Жюв и Фандор арестовывают злодея и, держа его под руки, ведут в полицию. Однако друзья не подозревают, что это накладные руки, прикрепленные к широкой накидке. Фантомас вырывается. Преследователи разгневаны. Фантомас спокойно возвращается в ресторан, где его ожидают весёлые подруги.
Третья частьВилла с привидениями
Скомпрометированная убийством её мужа, совершённым её же любовником, который оказался знаменитым преступником, леди Бельтам находит убежище в монастыре. В письме Фантомас молит её о встрече. Страсть заставляет леди Бельтам вернуться в свою выставленную на продажу парижскую виллу. Любовники договариваются о полуночных свиданиях. Жюв и Фандор продолжают идти по следу Фантомаса: под видом покупателей они являются в особняк леди Бельтам. Простодушный управляющий объясняет: дом с привидениями, по ночам слышны шаги и зажигается свет. Жюв и Фандор проникают в особняк и укрываются в шахте отопления, наблюдая за спальней леди Бельтам через решетку калорифера. Леди Бельтам умоляет возлюбленного оставить путь насилия. Фантомас клянется: мы уедем, как только Жюва умертвит беспрекословный исполнитель. Жюв готовится к схватке; в его комнате ночует Фандор. Беспрекословным исполнителем оказывается гигантский питон; от смерти Жюва спасает Фандор.
Четвёртая частьЧеловек в чёрном
Фантомас скрывается в особняке леди Бельтам. Подготовив взрывное устройство, одетый в черный костюм и капюшон палача злодей ждет полицию. Жюв распоряжается обыскать дом. Фантомас прячется в подвале в резервуаре для питьевой воды, дыша через поднятую к поверхности бутылку с отбитым донышком. Полиция расправляется с питоном, но не с его хозяином: Фантомас ускользает, взорвав особняк. Нашли ли страшную смерть на вилле леди Бельтам инспектор Жюв и журналист Фандор?

## В ролях
| Актёр         | Роль               |
| ------------- | ------------------ |
| Рене Наварр   | Фантомас           |
| Эдмон Бреон   | инспектор Жюв      |
| Жорж Мельхиор | Жером Фандор       |
| Рене Карл     | леди Белтам        |
| Джейн Фабер   | принцесса Данидофф |
| Надьер        | Нибе               |

## Оценки
Анализируя фильм, Жорж Садуль отмечал, что Фейаду «присуще поэтическое восприятие реальной жизни и природы, а ещё больше — поэзии парижских улиц, которые так много дали искусству Бальзака». Говоря о стиле режиссёра, Садуль писал:

В «Фантомасе» Фейад ведет рассказ чётко и уверенно. В нём действие стремительно, а синтаксис очень прост; никаких повторений, никаких длиннот. Его почерк напоминает руку Вольтера — это настоящий французский стиль.
— Жорж Садуль